# 매슈 앤트완
매슈 앤트완(영어: Matthew Antoine, 1985년 4월 2일~)은 미국의 전직 스켈레톤 선수이다. 2014년 동계 올림픽 남자 스켈레톤 동메달을 획득했고 세계 선수권 대회에서 금메달 1개를 획득했다. 또한 월드컵에서 종합 3위 1회 달성했다.